# Liste des épisodes des Animaniacs
Cette page présente la liste des épisodes de la série télévisée Animaniacs. Dans quelques épisodes, Yakko chante et passe en revue les planètes du système solaire. Dans plusieurs épisodes, une émission spéciale retraçant l'histoire des frères Warner, de leur création en 1929 aux côtés de Buddy des Looney Tunes, jusqu'à nos jours.

## Panorama des saisons
| Saison | Saison | Épisodes | Épisodes | États-Unis        | États-Unis        | France            | France           | Chaîne d'origine |
| Saison | Saison | Épisodes | Épisodes | Début de saison   | Fin de saison     | Début de saison   | Fin de saison    | Chaîne d'origine |
| ------ | ------ | -------- | -------- | ----------------- | ----------------- | ----------------- | ---------------- | ---------------- |
|        | 1      | 65       | 65       | 13 septembre 1993 | 10 septembre 1994 | 1er janvier 1994  | 9 décembre 1995  | Fox Kids         |
|        | 2      | 4        | 4        | 1er octobre 1994  | 12 novembre 1994  | 9 décembre 1995   | 1er janvier 1996 | Fox Kids         |
|        | 3      | 13       | 13       | 9 septembre 1995  | 24 février 1996   | 1er janvier 1996  | 5 octobre 1996   | Kids' WB         |
|        | 4      | 8        | 8        | 7 septembre 1996  | 16 novembre 1996  | 20 septembre 1997 | 28 juillet 1998  | Kids' WB         |
|        | 5      | 9        | 9        | 25 avril 1998     | 14 novembre 1998  | 23 mars 2008      | 30 août 2009     | Kids' WB         |

## Liste des épisodes

### Première saison (1993–1994)
| n° | Titre original                                 | Titre français                                | Synopsis | Première diffusion | Première diffusion |
| -- | ---------------------------------------------- | --------------------------------------------- | --- | ------------------ | ------------------ |
| 1  | De-Zanitized                                   | Dé-maboulisés                                 | Le Dr Gratésnif évoque sa première rencontre avec les frères Warner, et comment il a tenté en vain de soigner leur folie. | 13 septembre 1993  | 1er janvier 1994   |
| 1  | The Monkey Song                                | La Chanson du singe                           | À travers le studio, les frères Warner et le Dr Gratésnif chantent leurs rapports conflictuels sur fond de musique Calypso. | 13 septembre 1993  | 1er janvier 1994   |
| 1  | Nighty-Night Toon                              | Bonne nuit les petits toons                   | La plupart des personnages de la série sont présents dans le château d'eau du studio, où le narrateur leur souhaite une bonne nuit, dans le plus pur état d'esprit des livres pour enfants. | 13 septembre 1993  | 1er janvier 1994   |
| 2  | Yakko's World                                  | Les Nations du monde                          | Yakko énumère en chanson les pays du monde sur l'air traditionnel mexicain El Jarabe tapatío. | 14 septembre 1993  | 8 janvier 1994     |
| 2  | Cookies for Einstein                           | Des gâteaux pour Einstein                     | En 1905, les Warner sont de jeunes scouts à Berne. Ils rencontrent Albert Einstein, tentent de lui vendre des cookies, et finissent par accidentellement lui faire découvrir l'équation E=mc2. | 14 septembre 1993  | 8 janvier 1994     |
| 2  | Win Big                                        | Le Gros Lot                                   | Premier épisode de Minus et Cortex. Afin de pouvoir acheter les pièces manquantes à son dispositif de conquête du monde, Cortex participe à un jeu télévisé J't'ai eu pardi, parodie de Jeopardy!. | 14 septembre 1993  | 8 janvier 1994     |
| 3  | H.M.S. Yakko                                   | H.M.S. Yakko                                  | Les Warner affrontent le Capitaine Mel, un pirate redoutable. Ce cartoon est un pastiche de l'opéra-comique H.M.S. Pinafore. | 15 septembre 1993  | 15 janvier 1994    |
| 3  | Slappy Goes Walnuts                            | Rififi et les Noix                            | Premier épisode de Rififi l'écureuil. Rififi va ramasser des noix dans une propriété gardée par un chien méchant. | 15 septembre 1993  | 15 janvier 1994    |
| 3  | Yakko's Universe                               | L'Univers de Yakko                            | Yakko exprime en chanson le caractère immensément vaste de l'Univers à l'échelle d'un être humain. | 15 septembre 1993  | 15 janvier 1994    |
| 4  | Hooked on a Ceiling                            | Hameçon à une araignée au plafond             | En 1512, Michel-Ange est sur le point d'achever sa fresque de la chapelle Sixtine lorsque les Warner viennent compromettre son travail. | 16 septembre 1993  | 22 janvier 1994    |
| 4  | Goodfeathers: The Beginning                    | Les Affranchis : Le Commencement              | Premier épisode des Affranchis, inspiré des films Le Parrain et Les Affranchis. Pour devenir un pigeon affranchi, Squit doit rapporter de la nourriture pour le Parrain. | 16 septembre 1993  | 22 janvier 1994    |
| 5  | Taming of the Screwy                           | Les Warner apprivoisés                        | Le président de la Warner Bros., Thaddeus Plotz, a invité d'importants investisseurs japonais à une soirée de gala, et il veut que le Dr Gratésnif enseigne les bonnes manières aux frères Warners pour s'y rendre sans encombre. | 17 septembre 1993  | 29 janvier 1994    |
| 6  | Temporary Insanity                             | Maladie temporaire                            | La secrétaire de Thaddeus Plotz tombe malade, et ce dernier fait appel bien malgré lui aux frères Warner. | 18 septembre 1993  | 5 février 1994     |
| 6  | Operation: Lollipop                            | Opération : Sucette                           | Premier épisode de Mindy et Toubeau. Alors qu'elle joue dans le jardin, Mindy reçoit une sucette, mais elle court aux ennuis en poursuivant la sucette qui a atterri dans un camion postal. | 18 septembre 1993  | 5 février 1994     |
| 6  | What are We?                                   | Vous êtes quoi ?                              | Le Dr Gratésnif hypnotise en vain les frères Warner pour les rendre moins cinglés. Il leur demande de quelle espèce ils sont, ce à quoi les Warner répondent en chanson. | 18 septembre 1993  | 5 février 1994     |
| 7  | Piano Rag                                      | Ragtime                                       | Les Warner sont poursuivis à travers la ville par le Dr Gratésnif, l'infirmière Nounou et Ralph le gardien. Ils se cachent dans le public d'un concert de piano jusqu'à ce que la voie soit libre. | 25 octobre 1993    | 12 février 1994    |
| 7  | When Rita Met Runt                             | Quand Rita a rencontré Spot                   | Premier épisode de Rita et Spot. Les deux protagonistes se rencontrent dans une fourrière municipale, et décident de faire équipe pour s'échapper et trouver un toit. | 25 octobre 1993    | 12 février 1994    |
| 8  | The Big Candy Store                            | Le Grand Magasin de bonbons                   | Monsieur Chardon, vendeur de bonbons antipathique, refuse à une religieuse de faire un don à l'orphelinat. Il rencontre alors les Warner qui lui mènent la vie dure. | 9 octobre 1993     | 19 février 1994    |
| 8  | Bumbie's Mom                                   | La Maman de Bumbie                            | En allant voir le film Bumbie (parodie de Bambi), Noisette est traumatisé par la mort de la mère du héros. Rififi décide de lui présenter l'actrice, afin de lui prouver qu'elle n'est pas réellement morte. | 9 octobre 1993     | 19 février 1994    |
| 9  | Wally Llama                                    | Wally Llama                                   | La plus sage des créatures, Wally Llama (un personnage inspiré du Dalaï-lama), décide de ne plus répondre à aucune question, mais les frères Warner le supplient de répondre à leur petite mais importante question. | 23 octobre 1993    | 26 février 1994    |
| 9  | Where Rodents Dare                             | Là où les rongeurs prennent des risques       | Cortex met au point une arme pouvant glacer un individu pendant 24h. Minus et lui se rendent dans les Alpes suisses pour utiliser l'arme contre les chefs d'État réunis à un sommet mondial. | 23 octobre 1993    | 26 février 1994    |
| 10 | King Yakko                                     | Le Roi Yakko                                  | Cartoon inspiré du film La Soupe au canard des Marx Brothers. Yakko est l'héritier du trône d'Enclumania, un minuscule royaume réputé pour sa manufacture d'enclumes. Ses farces vont le conduire à une guerre contre le royaume voisin de la Vautouranie. | 28 octobre 1993    | 18 juin 1994       |
| 11 | No Pain, No Painting                           | On ne peint rien sans rien                    | À Paris en 1905, les Warner rencontrent Pablo Picasso, alors à la recherche d'un nouveau style. Ils l'aident à renouer avec le succès. | 7 octobre 1993     | 10 septembre 1994  |
| 11 | Les Miseranimals                               | Les Miséranimaux                              | Dans cette œuvre inspirée de la comédie musicale Les Misérables, Spot Valspot, chien fugitif, prête main-forte à un groupe de chats errants prisonniers d'un sombre tenancier. | 7 octobre 1993     | 10 septembre 1994  |
| 12 | Garage Sale of the Century                     | La Vente de garage du siècle                  | Un ours malhonnête organise chez lui une vente de garage, mais les frères Warner le prennent au sens propre et tentent de lui acheter son garage à tout prix. | 8 octobre 1993     | 8 février 1995     |
| 12 | West Side Pigeons                              | West Side Pigeons                             | Dans cette parodie de West Side Story, les Affranchis rivalisent avec les moineaux pour dominer une statue de Martin Scorsese, tandis que Squit tombe amoureux de Carlotta, sœur d'un moineau rival. | 8 octobre 1993     | 8 février 1995     |
| 13 | Hello Nice Warners                             | Les Warner font leur cinéma                   | En voulant échapper à Ralph le gardien, les frères Warner se retrouvent engagés dans un film du réalisateur Jerry Lewis, et débattent avec lui du meilleur style de comédie. | 29 octobre 1993    | 28 mars 1995       |
| 13 | La Behemoth                                    | La Behemoth                                   | Premier épisode des Hip Hippos. Flavio et Marita sont contraints de faire les tâches ménagères quand leur gouvernante démissionne. Un épisode musical basé sur l'opéra La Bohème. | 29 octobre 1993    | 29 mars 1995       |
| 13 | Little Old Slappy from Pasadena                | La Vieille Rififi de Pasadena                 | Sur l'air de la célèbre chanson de Jan and Dean, The Little Old Lady from Pasadena, Rififi va en ville poster une lettre, au volant de sa Dodge Viper. | 29 octobre 1993    | 28 mars 1995       |
| 14 | La La Law                                      | La Loi des Warner                             | Inspiré de la série télévisée La Loi de Los Angeles. Le Dr Gratésnif reçoit une amende pour délai de stationnement dépassé et la conteste auprès d'un tribunal, avec les frères Warner pour avocats. | 14 octobre 1993    | 30 janvier 1995    |
| 14 | Cat on a Hot Steel Beam                        | Un chat sur un chevron brûlant                | Mindy suit un chaton jusqu'au site de construction d'un gratte-ciel, au grand malheur de Toubeau. | 14 octobre 1993    | 30 janvier 1995    |
| 15 | Space-Probed                                   | Au cœur de l'espace                           | Une nuit, les Warner sont enlevés par des aliens venus étudier les créatures terrestres. C'est alors la panique dans la soucoupe volante. | 30 octobre 1993    | 19 mars 1995       |
| 15 | Battle for the Planet                          | La Bataille pour la planète                   | S'inspirant de la diffusion radiophonique de La Guerre des mondes en 1938 par Orson Welles, Minus et Cortex veulent conquérir le monde en piratant les ondes télévisuelles et en faisant croire à une invasion d'extra-terrestres. | 30 octobre 1993    | 19 mars 1995       |
| 16 | Chalkboard Bungle                              | En classe avec les Warner                     | Thaddeus Plotz fait appel à mademoiselle Flamel, une institutrice autoritaire, pour rendre les Warner civilisés. Malgré tous ses efforts, elle ne parvient pas à leur enseigner quoi que ce soit. | 21 octobre 1993    | 13 avril 1995      |
| 16 | Hurray for Slappy                              | Rififi Hourra !                               | Rififi se rend à une soirée de gala afin de recevoir un Gaspar d'honneur pour l'ensemble de sa carrière. Trois de ses anciens ennemis de cartoons sont au rendez-vous pour se venger. | 21 octobre 1993    | 13 avril 1995      |
| 16 | The Great Wakkorotti: The Master and His Music | Le Grand Wakkorotti : Le Maître et sa musique | Wakko livre un concert de rots sur l'air du Beau Danube bleu de Johann Strauss II. | 21 octobre 1993    | 13 avril 1995      |
| 17 | Roll Over, Beethoven                           | Beethoven et la 5e syphonée                   | Yakko, Wakko et Dot sont trois ramoneurs à Vienne en 1811. Se rendant chez Ludwig van Beethoven pour s'occuper de sa cheminée, ils l'importunent, puis finissent par l'aider à écrire sa cinquième symphonie. | 15 octobre 1993    | 7 mai 1995         |
| 17 | The Cat and the Fiddle                         | Le Chat et le Violon                          | À Crémone dans l'Italie de 1690, Antonio Stradivari tente d'attirer Rita dans son atelier de luthier, pour fabriquer de mélodieuses cordes de violons avec ses boyaux. | 15 octobre 1993    | 7 mai 1995         |
| 18 | Pavlov's Mice                                  | Les Souris de Pavlov                          | À Saint-Pétersbourg au début du XXe siècle, Cortex veut contrôler le royaume de Russie en dérobant les joyaux de la couronne. Mais Minus et lui sont dépendants d'un réflexe conditionné acquis dans le laboratoire de Pavlov. | 16 octobre 1993    | 14 mai 1995        |
| 18 | Chicken Boo-Ryshnikov                          | Poulbot Ryshnikov                             | Premier épisode du poulet Poulbot. À New York, Poulbot se fait passer pour un danseur de ballet dans Le Lac des cygnes de Tchaïkovski. | 16 octobre 1993    | 14 mai 1995        |
| 18 | Nothing but the Tooth                          | La Roulette russe                             | À cause d'une douleur dentaire, Raspoutine est incapable d'hypnotiser le tsar Nicolas II. Heureusement, les frères Warner sont ses dentistes. | 16 octobre 1993    | 14 mai 1995        |
| 19 | Meatballs or Consequences                      | La Boulette fatale                            | En Suède, Wakko est emporté par la Mort pour avoir mangé trop de boulettes de viande dans un concours. Yakko et Dot doivent remporter une partie de dames contre la Mort pour annuler ce sort. | 22 octobre 1993    | 21 mai 1995        |
| 19 | A Moving Experience                            | Les Hippos décampent                          | Les Hip Hippos ne supportent plus de vivre dans la jungle. Ils se rendent en ville à la recherche d'un appartement plus coquet, au grand dam d'une zoologiste protectrice des hippopotames. | 22 octobre 1993    | 21 mai 1995        |
| 20 | The Flame                                      | La Flamme                                     | Une flamme éclaire Thomas Jefferson alors qu'il rédige une partie de la Déclaration d'indépendance des États-Unis. | 11 octobre 1993    | 28 mai 1995        |
| 20 | Wakko's America                                | Wakko dans tous ses États                     | Wakko cite en chanson les cinquante États des États-Unis et leurs capitales respectives. | 11 octobre 1993    | 28 mai 1995        |
| 20 | Davy Omelette                                  | Davy Omelette                                 | Poulbot se prend pour Davy Crockett et aide des pionniers attaqués par un ours. | 18 octobre 1993    | 3 septembre 1995   |
| 20 | Four Score and Seven Migraines Ago             | Ce discours en dit long                       | À bord d'un train pour Gettysburg, les frères Warner rencontrent Abraham Lincoln et l'aident à écrire son fameux discours. | 18 octobre 1993    | 3 septembre 1995   |
| 21 | Hearts of Twilight                             | Apocalypse maintenant                         | Partiellement inspiré par le film Apocalypse Now. Thaddeus Plotz, agacé par les dépassements de budget d'un réalisateur borné, envoie les trois Warner pour arrêter le développement de son film. | 1er novembre 1993  | 17 septembre 1994  |
| 21 | The Boids                                      | Les Zoziaux                                   | Les Affranchis sont embauchés comme cascadeurs dans un film d'Alfred Hitchcock. Bobby y voit l'accomplissement d'un rêve, mais leur job se révèle plus difficile que prévu. | 1er novembre 1993  | 17 septembre 1994  |
| 22 | Guardin' the Garden                            | Rififi au paradis                             | Au commencement dans le jardin d'Éden, Dieu créa Adam et Ève. Comme le serpent voulait leur faire croquer le fruit défendu, il confia à Rififi la garde de l'arbre de la connaissance. | 19 octobre 1993    | 10 septembre 1995  |
| 22 | Plane Pals                                     | Les Ailes du désir                            | À la suite d'une erreur, un riche homme d'affaires est contraint de prendre l'avion en classe économique. Il se retrouve assis aux côtés de Yakko, Wakko et Dot. | 19 octobre 1993    | 10 septembre 1995  |
| 23 | Be Careful What You Eat                        | Faites attention à ce que vous mangez         | Dans cette chanson, les frères Warner analysent les ingrédients contenus dans la malbouffe. | 25 juillet 1994    | 17 septembre 1995  |
| 23 | Up the Crazy River                             | La Rivière avec retour                        | Tandis que Mindy et ses parents sont en croisière sur le fleuve Amazone, Mindy poursuit un papillon à travers la forêt amazonienne, sous l'œil angoissé de Toubeau. | 25 juillet 1994    | 17 septembre 1995  |
| 23 | Ta Da Dump, Ta Da Dump, Ta Da Dump Dump Dump   | Pigeons à décharge                            | Les Affranchis tentent d'aider Pesto qui s'est coincé dans un anneau d'emballage plastique en batifolant dans une décharge. | 25 juillet 1994    | 17 septembre 1995  |
| 24 | Yakko's World of Baldness                      | Le Monde rasoir de Yakko Warner               | Yakko vante les mérites de son salon de coiffure où on vous fait la boule à zéro. | 9 juillet 1994     | 17 septembre 1995  |
| 24 | Opportunity Knox                               | Un trésor assommant                           | Cortex développe un pollen qu'il utilise contre les militaires à Fort Knox, Kentucky pour s'emparer de la réserve d'or du pays. | 9 juillet 1994     | 17 septembre 1995  |
| 24 | Wings Take Heart                               | Les Ailes de l'amour                          | L'histoire d'amour entre une femelle papillon et un papillon de nuit. | 9 juillet 1994     | 17 septembre 1995  |
| 25 | Hercule Yakko                                  | Hercule Yakko                                 | Le diamant de Marita disparaît au cours d'une croisière. L'enquêteur Hercule Yakko interroge alors les suspects potentiels (Rififi, Minerva, Minus et Cortex). Basé sur le personnage d'Agatha Christie, Hercule Poirot. | 23 juillet 1994    | 17 septembre 1995  |
| 25 | Home on De-Nile                                | La Petite Maison sur le Nil                   | Dans l'Égypte antique, Rita est adoptée par Cléopâtre VII. Spot lui sauve la vie après avoir réalisé qu'elle devait faire l'objet d'une libation. | 23 juillet 1994    | 17 septembre 1995  |
| 25 | A Midsummer Night's Dream                      | Le Songe d'une nuit d'été                     | Une interprétation désopilante de la comédie de Shakespeare par les frères Warner, avec une apparition de Batman et Robin. | 23 juillet 1994    | 17 septembre 1995  |
| 26 | Testimonials                                   | Les Témoins                                   | Trois acteurs évoquent leurs souvenirs, comment ils ont rencontré les frères Warner, et comment ces derniers ne s'entendaient pas avec Milton Berle. | 28 juillet 1994    | 17 septembre 1995  |
| 26 | Babblin' Bijou                                 | Histoire sans paroles                         | Un ancien cartoon sonore en noir et blanc, dans lequel les Warner sont au cinéma. Le trop-plein d'affection de Dot sème la pagaille dans la salle. | 28 juillet 1994    | 17 septembre 1995  |
| 26 | Potty Emergency                                | Ça urge                                       | En pleine séance de film d'épouvante, Wakko a bu trop de soda et a une envie pressante, mais une cascade de mésaventures l'oblige à se retenir toujours plus longtemps. | 28 juillet 1994    | 17 septembre 1995  |
| 26 | Sir Yaksalot                                   | Messire Yakalot                               | À Camelot, le roi Arthur envoie vainement ses chevaliers affronter un dragon qui épouvante la population. Il implore alors les frères Warner de lui venir en aide. | 28 juillet 1994    | 17 septembre 1995  |
| 27 | You Risk Your Life                             | Au risque de sa vie                           | Yakko présente un jeu à l'esprit similaire à You Bet Your Life de Groucho Marx. | 7 juillet 1994     | 24 septembre 1995  |
| 27 | I Got Yer Can                                  | Déchet toxique                                | Candy, une jeune tamia quelque peu maniaque, est agacée lorsque Rififi vient jeter une canette de soda dans sa poubelle. | 7 juillet 1994     | 24 septembre 1995  |
| 27 | Jockey for Position                            | Régime jockey                                 | Pour gagner l'argent nécessaire à ses plans de conquête, Cortex participe au Derby du Kentucky en tant que jockey le plus léger du monde. Minus rencontre le grand amour. | 7 juillet 1994     | 24 septembre 1995  |
| 28 | Moby or Not Moby                               | Moby ou pas Moby                              | Les Warner protègent Moby Dick, le cétacé solitaire, du tyrannique capitaine Achab. | 8 juillet 1994     | 24 septembre 1995  |
| 28 | Mesozoic Mindy                                 | Jurassic Mindy                                | À l'époque préhistorique, la petite fille des cavernes Mindy se met dans des situations périlleuses, secourue par le chien Toubeau. | 8 juillet 1994     | 24 septembre 1995  |
| 28 | The Good, the Boo and the Ugly                 | Le Bon, la Brute et le Poulbot                | Le poulet Poulbot est immiscé au cœur d'un western spaghetti. | 8 juillet 1994     | 24 septembre 1995  |
| 29 | Draculee, Draculaa                             | Dracula                                       | Tentant de retrouver la terre de leurs ancêtres en Pennsylvanie (puisqu'en les créant, leurs parents « ont dû avoir beaucoup de peine »), les Warner se retrouvent dans le château du Comte Dracula en Transylvanie. | 29 juillet 1994    | 24 septembre 1995  |
| 29 | Phranken-Runt                                  | Phranken-Spot                                 | Rita et Spot sont poursuivis par le Dr Phrankenstein, scientifique diabolique qui veut récupérer le cerveau de Spot pour sa création robotique. | 29 juillet 1994    | 24 septembre 1995  |
| 30 | Hot, Bothered and Bedeviled                    | Périple au bout de l'enfer                    | Les Warner se sont encore perdus, et ils arrivent en enfer où Satan lui-même va passer un sale quart d'heure. | 14 juillet 1994    | 24 septembre 1995  |
| 30 | Moon Over Minerva                              | Pleine lune                                   | Tout en regrettant de n'avoir pas encore trouvé le grand amour, Minerva Zibeline repousse les avances d'un loup binoclard, jusqu'à ce que celui-ci se transforme par une nuit de pleine lune. | 14 juillet 1994    | 24 septembre 1995  |
| 30 | Skullhead Boneyhands                           | Squelette aux mains d'os                      | Dans cette parodie du film Edward aux mains d'argent, Monsieur Squelette est adopté par une famille bourgeoise. | 14 juillet 1994    | 24 septembre 1995  |
| 31 | O Silly Mio                                    | La Braillafiore                               | Leur tranquillité troublée par les vocalises d'une prima donna, les frères Warner lui rendent la monnaie de sa pièce en intervenant durant une représentation de Carmen. | 30 juillet 1994    | 24 septembre 1995  |
| 31 | Puttin' on the Blitz                           | Sauvetage éclair                              | En 1939 dans les décombres de Varsovie envahie par l'armée nazie, Rita et Spot aident une petite fille à rejoindre son père Résistant. | 30 juillet 1994    | 24 septembre 1995  |
| 31 | The Great Wakkorotti: The Summer Concert       | Le Grand Wakkorotti : Concert d'été           | Le grand Wakkorotti rote sur l'air de la Danse des heures. | 30 juillet 1994    | 24 septembre 1995  |
| 32 | Chairman of Bordeom                            | Le Roi des enquiquineurs                      | À un buffet, les frères Warner rencontrent Francis Pompoignet (dit « Pompon »), individu insupportable qui leur raconte sa vie durant l'épisode entier. | 21 juillet 1994    | 24 septembre 1995  |
| 32 | Astro-Buttons                                  | Astro-Toubo                                   | Mindy et Toubeau vivent dans une colonie spatiale. | 21 juillet 1994    | 24 septembre 1995  |
| 33 | Cartoons in Wakko's Body                       | Les Cartoons dans le corps de Wakko           | Un gag récurrent de l'épisode, dans lequel Wakko se plaint de multiples douleurs à ses médecins (Yakko et Dot), lesquels diagnostiquent la présence de cartoons à l'intérieur de son corps. | 15 juillet 1994    | 24 septembre 1995  |
| 33 | Noah's Lark                                    | Noé et l'Arche perdue                         | Le patriarche Noé (ici représenté par l'acteur américain Richard Lewis) reçoit de Dieu l'ordre de bâtir une arche et d'y faire entrer un couple de chaque espèce animale, y compris les Hip Hippos. | 15 juillet 1994    | 24 septembre 1995  |
| 33 | The Big Kiss                                   | Le Gros Bisou                                 | Poulbot est l'acteur vedette d'un film dans lequel il doit tourner la séquence du long baiser avec l'héroïne. | 15 juillet 1994    | 24 septembre 1995  |
| 33 | Hiccup                                         | Hoquet                                        | Squit est soudain pris d'un violent hoquet. Bobby et Pesto imaginent une myriade de méthodes pour le soigner. | 15 juillet 1994    | 24 septembre 1995  |
| 34 | Clown and Out                                  | Clown Boum                                    | Thaddeus Plotz engage un clown pour l'anniversaire de Wakko, sans se douter que Wakko en a une peur bleue. Le clown en subit les conséquences. | 16 juillet 1994    | 24 septembre 1995  |
| 34 | Bubba Bo Bob Brain                             | Cucca Co Cool Cortex                          | Cortex part pour Nashville, Tennessee devenir une grande star de musique country, dans le but d'asservir son public en lui faisant écouter un message subliminal. | 16 juillet 1994    | 24 septembre 1995  |
| 35 | In the Garden of Mindy                         | Dans le jardin de Mindy                       | Dans cet épisode, tous les personnages de la série sont mélangés. Cortex imagine un nouveau plan pour conquérir le monde, tout en surveillant Mindy. | 22 juillet 1994    | 24 septembre 1995  |
| 35 | No Place Like Homeless                         | Sans abri aux abris                           | Spot et Pesto sont hébergés par une vieille dame qui possède un perroquet caractériel. | 22 juillet 1994    | 24 septembre 1995  |
| 35 | Katie Ka-Boo                                   | Katie Baboum                                  | Premier épisode de Katie Ba-boum. Katie a la désagréable surprise de découvrir que son dernier petit ami est le poulet Poulbot. | 22 juillet 1994    | 24 septembre 1995  |
| 35 | Baghdad Cafe                                   | Baghdad Café                                  | Yakko, Wakko et leur sœur Dot sont venus en Irak rendre une petite visite à un personnage inspiré de Saddam Hussein. | 22 juillet 1994    | 24 septembre 1995  |
| 36 | Critical Condition                             | Situation critique                            | Rififi et Noisette décident de se venger lorsque deux critiques de télévision qualifient les cartoons de Rififi comme étant « les moins drôles de l'histoire de l'animation ». | 11 juillet 1994    | 24 septembre 1995  |
| 36 | The Three Muska-Warners                        | Les Trois Mousque-Warners                     | Les frères Warner sont les trois Mousquetaires, venus protéger leur roi d'un possible attentat perpétré par la Vipère. | 11 juillet 1994    | 24 septembre 1995  |
| 37 | Dough Dough Boys                               | La Pigeonfanterie                             | Sur le front de l'Ouest pendant la Première Guerre mondiale, les Affranchis sont des pigeons voyageurs chargés de transmettre un important message à une brigade bloquée derrière les lignes ennemies. | 18 juillet 1994    | 24 septembre 1995  |
| 37 | Boot Camping                                   | Camp de vacances                              | Croyant débarquer dans un camp de vacances, les Warner se retrouvent enrôlés dans un camp d'entraînement militaire où il sèment la pagaille et font sortir le sergent de ses gonds. | 18 juillet 1994    | 24 septembre 1995  |
| 37 | General Boo-Regard                             | Général Bot-Regard                            | Durant la guerre de Sécession, l'armée des États confédérés est dirigée par le général Bot-Regard, qui s'avère être le poulet Poulbot. | 18 juillet 1994    | 24 septembre 1995  |
| 38 | Spell-Bound                                    | Formule magique                               | À Camelot, Cortex et le ménestrel Minus sont deux souris de Merlin. Cortex utilise le grimoire pour conquérir le monde, mais il manque un important ingrédient à la potion. Les deux souris partent à sa recherche. | 1er août 1994      | 1er octobre 1995   |
| 39 | Smitten With Kittens                           | Félins pour l'autre                           | Rita et Spot trouvent trois chatons abandonnés qui prennent Rita pour leur mère. | 7 juillet 1994     | 8 octobre 1995     |
| 39 | Alas Poor Skullhead                            | Hélas pauvre squelette                        | Yakko récite le célèbre monologue d'Hamlet pendant que Wakko creuse un trou et que Dot traduit pour les téléspectateurs. | 7 juillet 1994     | 8 octobre 1995     |
| 39 | White Gloves                                   | Les Gants blancs                              | Wakko joue du piano avec ses gants, jusqu'à ce que ceux-ci s'échappent et partent mener la grande vie. | 7 juillet 1994     | 8 octobre 1995     |
| 40 | Fair Game                                      | Qui perd gagne                                | Les Warner participent au jeu télévisé Tap-O-Tac où ils rendent l'animateur Julien Persil complètement dingue. | 8 juillet 1994     | 15 octobre 1995    |
| 40 | The Slapper                                    | Le Frappeur                                   | Rififi dans un spot publicitaire pour un objet qui frappe. | 8 juillet 1994     | 15 octobre 1995    |
| 40 | Puppet Rulers                                  | Marionnettes au pouvoir                       | En 1954, dans le laboratoire d'Albert Einstein, Minus et Cortex inventent un appareil pour se cryogéniser pendant 40 ans. Avant de l'utiliser, ils deviennent les vedettes d'une émission TV de marionnettes (parodie de Time for Beany). | 8 juillet 1994     | 15 octobre 1995    |
| 41 | Buttermilk, It Makes a Body Bitter             | Buttermilk, It Makes a Body Bitter            | Rififi tourne dans un spot publicitaire pour le lait fermenté. | 9 juillet 1994     | 29 octobre 1995    |
| 41 | Broadcast Nuisance                             | Le Journal en folie                           | Un présentateur de journal télévisé refuse de donner un pourboire aux frères Warner qui lui ont livré son déjeuner. Ils décident de le ridiculiser en direct. | 9 juillet 1994     | 29 octobre 1995    |
| 41 | Raging Bird                                    | Raging Piaf                                   | Un épisode des Affranchis inspiré des films Rocky et Raging Bull. Bobby s'entraîne au combat et affronte Beau Bec, un oiseau bodybuildé, dans le but d'impressionner la jolie Lana. | 9 juillet 1994     | 29 octobre 1995    |
| 42 | Animator's Alley                               | Le Coin de l'animation                        | Les Warner rencontrent Cappy Barnhouse, un ancien animateur des studios Warner Bros., qui leur raconte ses souvenirs. | 11 juillet 1994    | 8 octobre 1995     |
| 42 | Can't Buy a Thrill                             | Un frisson n'a pas de prix                    | Las de la vie ennuyeuse qu'il mènent dans leur maison, les Hip Hippos s'adonnent à des sports et activités à haut-risque. | 11 juillet 1994    | 8 octobre 1995     |
| 42 | Hollywoodchuck                                 | Cinémarmotte                                  | Une jeune marmotte quitte sa campagne natale du Kansas pour devenir une star à Hollywood. Elle se frotte rapidement aux difficultés et à l'aversion des gens qu'elle rencontre. | 11 juillet 1994    | 8 octobre 1995     |
| 43 | Of Nice and Men                                | Des gentils et des hommes                     | Adoptés par un éleveur de lapins, Rita est chargée de chasser les rats, et Spot de veiller sur les lapins. | 11 juillet 1994    | 15 octobre 1995    |
| 43 | What a Dump                                    | Au rebut                                      | Toubeau poursuit Mindy dans une décharge publique. | 11 juillet 1994    | 15 octobre 1995    |
| 43 | Survey Ladies                                  | Les Folles du sondage                         | À la recherche d'un cadeau d'anniversaire pour le Dr Gratésnif, les Warner sont importunés par deux femmes qui font un sondage à propos de fayots et de Superman. | 11 juillet 1994    | 15 octobre 1995    |
| 44 | Useless Facts                                  | Faits inutiles                                | Yakko tourne dans des segments éducatifs pas si pertinents que ça. | 14 juillet 1994    | 29 octobre 1995    |
| 44 | The Senses Song                                | Les Sens                                      | Une chanson des frères Warner sur les cinq sens. | 14 juillet 1994    | 29 octobre 1995    |
| 44 | The World Can Wait                             | Le monde peut attendre                        | Cortex renonce le temps d'un soir à ses projets de conquête du monde, amoureux d'une souris de laboratoire femelle qui s'éprend de Minus. | 14 juillet 1994    | 29 octobre 1995    |
| 44 | Kiki's Kitten                                  | Le Minou à Kiki                               | Rita se retrouve bien malgré elle captive d'un gorille femelle caractériel, sous l'œil de deux zoologistes. | 14 juillet 1994    | 29 octobre 1995    |
| 45 | Windsor Hassle                                 | Les Cancans de Windsor                        | Les Warner prêtent main-forte à la reine Élisabeth II pour restaurer le château de Windsor ravagé par un incendie en 1992. | 14 juillet 1994    | 1er octobre 1995   |
| 45 | ...And Justice for Slappy                      | Justice pour Rififi…                          | Rififi comparaît devant un tribunal, accusée d'avoir blessé son rival Garou le loup. | 14 juillet 1994    | 1er octobre 1995   |
| 46 | Turkey Jerky                                   | La Dinde de la farce                          | En 1621 dans la colonie de Plymouth fondée par les pères pèlerins, Myles Standish cherche une dinde pour le premier Thanksgiving. Il trouve les Warner en Amérindiens, et leur dinde apprivoisée. | 15 juillet 1994    | 1er octobre 1995   |
| 46 | Wild Blue Yonder                               | Dans le bleu du ciel                          | Un oisillon sorti de sa coquille suit un avion d'escadrille militaire, qu'il prend pour sa mère. | 15 juillet 1994    | 1er octobre 1995   |
| 47 | Video Revue                                    | Revue vidéo                                   | Les frères Warner s'amusent dans un vidéo-club et interagissent avec les personnages de nombreux films célèbres. | 16 juillet 1994    | 1er octobre 1995   |
| 47 | When Mice Rule the Earth                       | Quand les souris gouvernaient la Terre        | En 1895, tandis que H. G. Wells écrit son roman La Machine à explorer le temps, Cortex remonte le temps à l'époque préhistorique pour enseigner aux souris primitives les techniques qui leur permettront de supplanter l'humanité. | 16 juillet 1994    | 1er octobre 1995   |
| 48 | Mobster Mash                                   | Mafia et spaghetti                            | Dans un restaurant italien, les Warner s'attirent les foudres du Parrain en s'asseyant à sa table. | 18 juillet 1994    | 1er octobre 1995   |
| 48 | Lake Titicaca                                  | Lac Titicaca                                  | Une chanson des frères Warner sur le plus grand lac d'Amérique latine. | 18 juillet 1994    | 1er octobre 1995   |
| 48 | Icebreakers                                    | Rita et Spot sur glaces                       | Croyant atterrir en Floride, Rita et Spot se retrouvent en Alaska, où ils tiennent compagnie à un homme politique (inspiré de Ross Perot). | 18 juillet 1994    | 1er octobre 1995   |
| 49 | A Christmas Plotz                              | Sacrée soirée                                 | Adaptation du conte Un chant de Noël de Charles Dickens, avec Thaddeus Plotz dans le rôle d'Ebenezer Scrooge. | 22 juillet 1994    | 1er octobre 1995   |
| 49 | Little Drummer Warners                         | Les Warner au tambour                         | Adaptation de la chanson The Little Drummer Boy avec les frères Warner. | 22 juillet 1994    | 1er octobre 1995   |
| 50 | 'Twas the Day Before Christmas                 | La Veille de Noël                             | Le soir du 24 décembre, Rififi raconte à Noisette une histoire où Ralph le gardien, déguisé en père Noël, apporte des cadeaux aux Warner. | 23 juillet 1994    | 1er octobre 1995   |
| 50 | Jingle Boo                                     | Vive Poulbot                                  | Poulbot joue le père Noël dans un grand magasin de New York. | 23 juillet 1994    | 1er octobre 1995   |
| 50 | The Great Wakkorotti: The Holiday Concert      | Le Grand Wakkorotti : Concert de Noël         | Le grand Wakkorotti rote sur l'air de Vive le vent. | 23 juillet 1994    | 1er octobre 1995   |
| 50 | Toy Shop Terror                                | La Boutique de jouets des terreurs            | Les frères Warner s'amusent dans une boutique de jouets, sur l'air de la fameuse chanson Powerhouse de Raymond Scott. | 23 juillet 1994    | 1er octobre 1995   |
| 51 | The Warners & the Beanstalk                    | Les Warner et le Haricot géant                | Adaptation du conte Jack et le Haricot magique avec les frères Warner opposés à Ralph dans le rôle du géant qui vit dans les nuages. | 25 juillet 1994    | 22 novembre 1995   |
| 51 | Frontier Slappy                                | Boone quand le trappeur fait « boum »         | En 1767 aux frontières du Kentucky sauvage, l'explorateur Daniel Boone construit des cabanes. Il tente en vain d'abattre l'arbre de Rififi. | 25 juillet 1994    | 22 novembre 1995   |
| 52 | Ups and Downs                                  | Des hauts et des bas                          | Wakko et le Dr Gratésnif sont coincés dans un ascenseur pendant plusieurs heures. | 28 juillet 1994    | 19 novembre 1995   |
| 52 | The Brave Little Trailer                       | La Brave Petite Caravane                      | L'histoire d'une petite caravane qui sauve ses consœurs de la menace d'une tornade. | 28 juillet 1994    | 19 novembre 1995   |
| 52 | Yes, Always                                    | Doublage                                      | Cortex est convoqué au studio de doublage pour réenregistrer les répliques d'un épisode. Il critique continûment les choix de la production. | 28 juillet 1994    | 2 décembre 1995    |
| 53 | Drive-Insane                                   | Ciné-cinoque                                  | Dans un ciné-parc, le rendez-vous galant du Dr Gratésnif tourne au vinaigre quand les Warner s'en mêlent. | 29 juillet 1994    | 2 décembre 1995    |
| 53 | Girlfeathers                                   | Les Colombines                                | Trois colombes s'improvisent un voyage entre filles vers le Grand Canyon, suivies de près par les Affranchis. | 29 juillet 1994    | 2 décembre 1995    |
| 53 | I'm Cute                                       | J'suis chou                                   | Une chanson où Dot vante son éternel charme, ce qui agace peu à peu Yakko et Wakko. | 29 juillet 1994    | 2 décembre 1995    |
| 54 | Brain Meets Brawn                              | Docteur Cortex et Mister Biceps               | À Londres, Cortex utilise la potion du Dr Jekyll pour acquérir une force titanesque et bloquer l'horloge de Big Ben sur l'heure du thé. | 30 juillet 1994    | 2 décembre 1995    |
| 54 | Meet Minerva                                   | Les Toqués de Minerva                         | La chasse à la zibeline est ouverte, et Minerva prend un bain de Soleil tout en déjouant les pièges d'un basset émoustillé par son charme. | 30 juillet 1994    | 2 décembre 1995    |
| 55 | Gold Rush                                      | La Ruée vers l'or                             | Pendant la ruée vers l'or à Sutter's Mill en 1849, les Warner se vengent d'un prospecteur malhonnête qui leur a dérobé leurs pépites. | 1er août 1994      | 2 décembre 1995    |
| 55 | A Gift of Gold                                 | Un cadeau en or                               | Le récit de la vie d'un papier cadeau doré, du magasin jusqu'à la décharge. | 1er août 1994      | 2 décembre 1995    |
| 55 | Dot's Quiet Time                               | Du calme !                                    | Une chanson de Dot qui cherche un endroit silencieux pour lire. | 1er août 1994      | 2 décembre 1995    |
| 56 | Schnitzelbank                                  | Schnitzelbank                                 | Les Warner sont en Allemagne pour apprendre la chanson de l'amitié grâce au Pr Otto von Schnitzelpusskrankengescheitmeyer. | 1er août 1994      | 2 décembre 1995    |
| 56 | The Helpinki Formula                           | Minus et la maxi-formule                      | Minus et Cortex commercialisent dans un télé-achat une dangereuse formule pour rapetisser l'humanité. | 1er août 1994      | 2 décembre 1995    |
| 56 | Les Boutons et le Ballon                       | Toubeau et le ballon                          | Toubeau court après Mindy qui poursuit un ballon à travers Paris. | 1er août 1994      | 2 décembre 1995    |
| 56 | Kung Boo                                       | Karaté Poulbot                                | Parodie du film Karaté Kid (The Karate Kid). Le poulet Poulbot participe à un tournoi de karaté. | 1er août 1994      | 2 décembre 1995    |
| 57 | Of Course You Know, This Means Warners         | La Guerre des Warner                          | Les frères Warner soutiennent à leur façon l'effort de guerre allié en 1942. | 1er août 1994      | 9 septembre 1995   |
| 57 | Up a Tree                                      | Sur un arbre perchée                          | Dans la campagne du Nebraska, Rita se retrouve coincée au sommet d'un arbre, moquée par d'autres animaux, et avec Spot qui lui aboie après. | 1er août 1994      | 9 septembre 1995   |
| 57 | Wakko's Gizmo                                  | Le Bidule à Wakko                             | Wakko expérimente une machine infernale qu'il a inventée. | 1er août 1994      | 9 septembre 1995   |
| 58 | Oh, Oh, Ethel                                  | Oh, Oh, Ethel                                 | Rififi monte sur les planches afin d'interpréter une chanson d'Ethel Merman. | 1er août 1994      | 9 septembre 1995   |
| 58 | Meet John Brain                                | La Course à la présidence                     | Cortex mène campagne pour l'élection présidentielle américaine, avec Minus comme colistier. | 1er août 1994      | 9 septembre 1995   |
| 58 | Smell Ya Later                                 | Ça sent tout drôle                            | Rififi affronte son ancien rival Schlingo, un basset à l'odeur méphitique. Ce dernier enseigne à son petit-fils Bumpo comment chasser les écureuils. | 1er août 1994      | 9 septembre 1995   |
| 59 | Ragamuffins                                    | Dans le pétrin                                | Un ancien cartoon muet en noir et blanc, où les Warner travaillent dans une boulangerie industrielle et tentent de goûter aux préparations. | 1er août 1994      | 9 septembre 1995   |
| 59 | Woodstock Slappy                               | Rififi à Woodstock                            | En 1969, Rififi et Noisette partent en vacances dans leur résidence d'été près de Woodstock. Leur calme est vite troublé par le début du festival éponyme. | 1er août 1994      | 9 septembre 1995   |
| 60 | Karaoke Dokie                                  | Karaoké pas O.K.                              | Les Warner veulent chanter dans un karaoké bar, mais ils doivent attendre leur tour en écoutant la voix insupportable de Willie Slakmer. | 1er août 1994      | 9 septembre 1995   |
| 60 | The Cranial Crusader                           | Chevalier Cephalo                             | Minus et Cortex deviennent des super-héros dans le but d'acquérir la notoriété nécessaire à leur conquête du monde. | 1er août 1994      | 9 septembre 1995   |
| 60 | The Chicken Who Loved Me                       | Le Poulet qui m'aimait                        | Poulbot est un agent au service secret de Sa Majesté. | 1er août 1994      | 9 septembre 1995   |
| 61 | Baloney and Kids                               | Baloney et les enfants                        | Les frères Warner sont bien malgré eux les invités de Baloney, un dinosaure orange gentillet, dans une émission pour enfants (parodie de Barney). | 1er août 1994      | 9 septembre 1995   |
| 61 | Super Buttons                                  | Super-Toubeau                                 | Mindy et Toubeau sont des super-héros qui déjouent l'attaque d'une banque. | 1er août 1994      | 9 septembre 1995   |
| 61 | Katie Ka-Boom: The Driving Lesson              | Katie Baboum : La leçon de conduite           | Katie Baboum ayant validé la conduite accompagnée, son père lui propose de conduire la voiture jusqu'à la maison, ce qu'il ne tarde pas à regretter. | 1er août 1994      | 9 septembre 1995   |
| 62 | Scare Happy Slappy                             | Rififi la terreur                             | Une soirée d'Halloween, Rififi et Noisette vont chercher des bonbons aux portes de leurs vieux ennemis. | 1er août 1994      | 9 décembre 1995    |
| 62 | Witch One                                      | La Cité des sorcières                         | En 1692 en Nouvelle-Angleterre, Rita est victime de l'affaire des sorcières de Salem et condamnée à la noyade. | 1er août 1994      | 9 décembre 1995    |
| 62 | MacBeth                                        | MacBeth                                       | Dot, Rififi et Nounou sont les trois sorcières dans la scène 1 de l'acte IV de la célèbre tragédie de Shakespeare. | 1er août 1994      | 9 décembre 1995    |
| 63 | With Three You Get Eggroll                     | Trois Piafs et un coup fin                    | Pesto doit couver l'œuf de sa sœur Sacha, mais celui-ci s'échappe du nid et file à travers la ville. | 3 septembre 1994   | 9 décembre 1995    |
| 63 | Mermaid Mindy                                  | Mindy sirène                                  | Mindy est une sirène en bas âge et Toubeau un poisson-chien. | 3 septembre 1994   | 9 décembre 1995    |
| 63 | Katie Ka-Boom: Call Waiting                    | Katie Baboum : Téléphone maison               | Katie est en colère car son père a oublié de prendre le message téléphonique d'un de ses amis. | 3 septembre 1994   | 9 décembre 1995    |
| 64 | Lookit the Fuzzy Heads                         | Les Pupuces à poi-poils                       | Les frères Warner sont poursuivis par la terrible Elmira des Tiny Toons. | 10 septembre 1994  | 9 décembre 1995    |
| 64 | No Face Like Home                              | La Tête de l'emploi                           | Rififi est à la clinique de chirurgie plastique de Beverly Hills pour se faire une rhytidectomie. Son ennemi Garou, bien décidé à se venger, prend la place du chirurgien. | 10 septembre 1994  | 9 décembre 1995    |
| 65 | The Warners' 65th Anniversary Special          | Le 65e anniversaire des Warner                | Un "live" spécial qui souligne l'anniversaire de la création des Warner, de leurs rôles originaux d'acolytes au premier personnage des Looney Tunes, Buddy, en passant par leur âge d'or et leurs évasions occasionnelles avant ces derniers temps. Dans les coulisses, cependant, un mystérieux adversaire (qui s'est révélé plus tard être Buddy, qui s'est mis en colère contre la destruction de sa carrière par les Warner) prépare leur disparition. | 1994               | 1995               |

### Deuxième saison (1994)
| #  | Titre original                 | Titre français            | Synopsis | Première diffusion | Première diffusion |
| -- | ------------------------------ | ------------------------- | --- | ------------------ | ------------------ |
| 66 | Take My Siblings Please        | Troll qui peut            | Parodie du conte norvégien De tre bukkene Bruse. Les Warner doivent traverser un pont en évitant le troll qui vit en dessous. | 1er octobre 1994   | 5 novembre 1995    |
| 66 | The Mindy 500                  | Mindyanapolis             | Mindy veut conduire une voiture avec une tête de clown sur la portière. Elle la suit jusqu'au circuit de l'Indianapolis 500. | 1er octobre 1994   | 5 novembre 1995    |
| 66 | Morning Malaise                | Radio-Malaise             | Les Warner viennent perturber l'émission de radio de l'animateur Défoule (parodie de Difool) et rivalisent avec lui sur les blagues radiophoniques. | 1er octobre 1994   | 5 novembre 1995    |
| 67 | Miami Mama-Mia                 | Miami Mama Mia            | Les Affranchis se rendent à Miami Beach où vit la mère de Pesto. Cette dernière prévoit de se remarier avec Jonathan, un jeune goéland fougueux. Pesto ne voit pas cette union d'un très bon œil et tente en vain de l'empêcher.                                                 | 8 octobre 1994     | 12 novembre 1995   |
| 67 | Pigeon on the Roof             | Le Pigeon sur le toit     | Dans cette parodie de la comédie musicale Un violon sur le toit, les Affranchis chantent le dilemme qui les accable : les Colombines souhaitent se marier et avoir des pigeonneaux, tandis qu'eux veulent continuer à protéger leur territoire et à succéder un jour au Parrain. | 8 octobre 1994     | 12 novembre 1995   |
| 68 | We're No Pigeons               | On n'est pas des pigeons  | Un jeune hibou chasse le pigeon pour la première fois, sans savoir à quoi ressemblent ses proies. Les Affranchis le font marcher en lui donnant des descriptions loufoques. | 15 octobre 1994    | 26 novembre 1995   |
| 68 | Whistle-Stop Mindy             | Mindy sifflera trois fois | Mindy s'introduit dans un train pour donner un coup de sifflet dans la locomotive. | 15 octobre 1994    | 26 novembre 1995   |
| 68 | Katie Ka-Boom: The Broken Date | Katie Baboum : Le lapin   | Katie Baboum s'énerve quand son petit ami arrive en retard à un rendez-vous. | 15 octobre 1994    | 26 novembre 1995   |
| 69 | I'm Mad                        | Je craque                 | Les Warner se chamaillent dans la voiture du Dr Gratésnif, en route pour un parc d'attractions. | 29 octobre 1994    | 3 décembre 1995    |
| 69 | Bad Mood Bobby                 | À cran                    | Bobby est de mauvaise humeur. Pesto et Squit tentent de le dérider. | 29 octobre 1994    | 3 décembre 1995    |
| 69 | Katie Ka-Boom: The Blemish     | Katie Baboum : Le bouton  | Katie Baboum s'emporte en découvrant un bouton sur son front. | 29 octobre 1994    | 17 décembre 1995   |
| 69 | Fake                           | Bidon                     | Yakko, Wakko et Dot tentent de prouver au Dr Gratésnif que les combats de catch sont truqués. | 29 octobre 1994    | 17 décembre 1995   |

### Troisième saison (1995–1996)
| #  | Titre original                             | Titre français                                                       | Synopsis | Première diffusion | Première diffusion |
| -- | ------------------------------------------ | -------------------------------------------------------------------- | --- | ------------------ | ------------------ |
| 70 | Super Strong Warner Siblings               | Super Fier Power Warner                                              | Yakko, Wakko et Dot sont trois héros de série Super sentai dans cette parodie de Power Rangers : Mighty Morphin. | 9 septembre 1995   | 7 janvier 1996     |
| 70 | Nutcracker Slappy                          | Rififi casse-noisette                                                | Sur l'air du célèbre ballet-féerie Casse-Noisette, Noisette et Rififi sont en peine de casser la dernière noisette en réserve pour le petit déjeuner.                                                                  | 9 septembre 1995   | 7 janvier 1996     |
| 70 | Wakko's New Gookie                         | La Grimace à Wakko                                                   | Wakko cherche à renouveler son style de grimace pour la série. | 9 septembre 1995   | 7 janvier 1996     |
| 70 | A Quake, A Quake                           | Secousse, secousse                                                   | Une chanson sur le séisme de Northridge en 1994 à Los Angeles. | 9 septembre 1995   | 7 janvier 1996     |
| 71 | Variety Speak                              | Langage « Variety »                                                  | Une chanson des frères Warner sur les expressions argotiques lancées par les gros titres du journal hollywoodien Variety.                                                                                              | 9 septembre 1995   | 14 janvier 1996    |
| 71 | Three Tenors and You're Out                | Trois Ténors et puis s'en vont                                       | Noisette convainc Rififi de l'emmener voir un match de baseball au Dodger Stadium. Malheureusement ce soir-là est programmé un concert des Trois Ténors, que les écureuils ne tardent pas à perturber.                 | 9 septembre 1995   | 14 janvier 1996    |
| 71 | Bingo                                      | Bingo                                                                | Le tournoi de bingo organisé par le Dr Gratésnif n'attire qu'un seul joueur : Wakko. | 9 septembre 1995   | 14 janvier 1996    |
| 72 | Deduces Wild                               | Déduction sauvage                                                    | Les frères Warner s'invitent chez Sherlock Holmes pour lui demander de participer à leur chasse au trésor ; mais ce dernier est occupé à résoudre une énigme.                                                          | 16 septembre 1995  | 4 février 1996     |
| 72 | Rest in Pieces                             | Repose en pièces                                                     | Rififi doit se rendre aux funérailles de Garou le loup pour y faire son éloge funèbre ; mais il s'agit d'une nouvelle ruse de ce dernier pour se venger de sa rivale.                                                  | 16 septembre 1995  | 4 février 1996     |
| 72 | U.N. Me                                    | Vive l'ONU                                                           | Sur l'air de la chanson Down by the Riverside (en), les Warner décrivent le fonctionnement de l'Organisation des Nations unies.                                                                                        | 16 septembre 1995  | 4 février 1996     |
| 73 | A Hard Day's Warners                       | Trois Warner dans le vent                                            | À l'instar des Beatles dans le film A Hard Day's Night, les Warner doivent constamment fuir leurs groupies en se rendant à une convention de l'animation.                                                              | 23 septembre 1995  | 11 février 1996    |
| 73 | Gimme a Break                              | J'veux des vacances                                                  | Désireuse de prendre un peu de repos, Rififi se retrouve bien malgré elle immiscée dans le tournage de films d'action explosifs.                                                                                       | 23 septembre 1995  | 11 février 1996    |
| 73 | Please Please Pleese Get a Life Foundation | La fondation « Pitié pitié pitié faites quelque chose de votre vie » | Les Warner ont trouvé un moyen de guérir les fans nolife qui passent leur temps à critiquer la série Animaniacs dans ses moindres détails.                                                                             | 23 septembre 1995  | 11 février 1996    |
| 74 | The Tiger Prince                           | Le Prince tigre                                                      | Dans cette parodie de la séquence d'ouverture du Roi lion, Yakko vient présenter un tigreau nouveau-né aux animaux de la savane africaine (alors que les tigres vivent en Asie et non en Afrique).                     | 30 septembre 1995  | 18 février 1996    |
| 74 | All The Words in the English Language      | Tous les mots du dictionnaire                                        | Yakko récite en chanson tous les mots du dictionnaire sur l'air traditionnel mexicain El Jarabe tapatío. Bien sûr, seuls quelques extraits de son exploit nous sont présentés durant l'épisode.                        | 30 septembre 1995  | 18 février 1996    |
| 74 | The Kid in the Lid                         | Le Loupiot au papeau                                                 | Parodie du roman Le Chat chapeauté. Affublé d'un chapeau à rayures, Yakko rend visite à deux enfants sages et sème la pagaille dans leur maison.                                                                       | 30 septembre 1995  | 18 février 1996    |
| 74 | Method to Her Madness                      | Une méthode folle                                                    | Dans les années 1950, Noisette prend des cours d'art dramatique à l'Actors Studio de New York. Rififi n'apprécie guère la méthode en vogue à l'époque, et tente de redéfinir sa vision de la comédie.                  | 30 septembre 1995  | 18 février 1996    |
| 75 | The Presidents Song                        | La Chanson des présidents                                            | Sur l'air final de l'ouverture de Guillaume Tell, Yakko, Wakko et Dot improvisent une chanson à propos des 42 premiers présidents des États-Unis.                                                                      | 17 septembre 1995  | 25 février 1996    |
| 75 | Don't Tread on Us                          | La Déclaration                                                       | En 1776, Minus et Cortex veulent remplacer la Déclaration d'indépendance en cours de rédaction par une « Déclaration d'obéissance » qui doit faire de Cortex un empereur.                                              | 17 septembre 1995  | 25 février 1996    |
| 75 | The Flame Returns                          | Le Retour de la flamme                                               | La flamme éclaire Henry Longfellow alors qu'il compose son poème La Chevauchée de Paul Revere. | 17 septembre 1995  | 25 février 1996    |
| 76 | Gimme the Works                            | Rencontre épicée                                                     | Fatigués, les Warner quittent soudainement le plateau de tournage de leur dernier cartoon. | 24 septembre 1995  | 3 mars 1996        |
| 76 | Buttons in Ows                             | Le Magique chien d'Oz                                                | Mindy et Toubeau dans une parodie du film musical Le Magicien d'Oz. | 24 septembre 1995  | 3 mars 1996        |
| 76 | Hercules Unwound                           | Hercule capitule                                                     | Dans la Grèce antique, tandis que Hercule est occupé à nettoyer les écuries d'Augias, Minus et Cortex se rendent sur le mont Olympe pour dérober l'éclair de Zeus.                                                     | 24 septembre 1995  | 3 mars 1996        |
| 77 | This Pun for Hire                          | Drôles d'oiseaux                                                     | Parodie des films noirs, en particulier Le Faucon maltais. Les frères Warner sont trois détectives à la recherche d'une statuette convoitée.                                                                           | 1er octobre 1995   | 10 mars 1996       |
| 77 | Star Truck                                 | Star Truc                                                            | Les Warner sèment la panique à bord du vaisseau Enterprise de la série Star Trek. | 1er octobre 1995   | 10 mars 1996       |
| 77 | Go Fish                                    | Va piocher                                                           | Wakko s'affronte lui-même à une partie de cartes. La situation s'envenime lorsqu'il se soupçonne de tricherie. | 1er octobre 1995   | 10 mars 1996       |
| 77 | Multiplication Song                        | La Chanson de la multiplication                                      | En classe avec mademoiselle Flamel, Yakko expose en chanson sa technique de multiplication. | 1er octobre 1995   | 10 mars 1996       |
| 78 | The Sound of Warners                       | La Mélodie des Warner                                                | Thaddeus Plotz engage une gouvernante zélée et envahissante pour les Warner. Incapables de jouer un mauvais tour à une personne aussi attentionnée, ils comptent sur le soutien de Rififi l'écureuil.                  | 8 octobre 1995     | 17 mars 1996       |
| 78 | Yabba Dabba Boo                            | Yabba Dabba Boo                                                      | Le poulet Poulbot se fait passer pour un scénariste venu chez Amblin Entertainment travailler sur un script des Pierrafeu.                                                                                             | 8 octobre 1995     | 17 mars 1996       |
| 79 | My Mother the Squirrel                     | Ma maman l'écureuil                                                  | L'oisillon apparu dans l'épisode Dans le bleu du ciel prend Rififi l'écureuil pour sa mère. | 9 octobre 1995     | 24 mars 1996       |
| 79 | The Party                                  | La Fête                                                              | Les Warner organisent une fête dans leur château d'eau. Thaddeus Plotz s'estime obligé de s'y rendre à contre-cœur, croyant que Steven Spielberg est invité.                                                           | 9 octobre 1995     | 24 mars 1996       |
| 79 | Oh! Say Can You See                        | La Bannière étoilée                                                  | Durant la guerre anglo-américaine de 1812, la flamme éclaire Francis Scott Key tandis qu'il écrit son fameux poème The Star-Spangled Banner.                                                                           | 9 octobre 1995     | 24 mars 1996       |
| 79 | The Twelve Days of Christmas Song          | Les Douze Jours de Noël                                              | L'oisillon est de retour pour chanter sa version de Twelve Days Of Christmas. | 9 octobre 1995     | 24 mars 1996       |
| 80 | Dot's Entertainment                        | Ça, c'est du music hall                                              | Dot est engagée pour jouer dans une comédie musicale. Le soir de première, ses frères et elle prennent quelques libertés sur le texte du metteur en scène.                                                             | 15 octobre 1995    | 31 mars 1996       |
| 80 | The Girl with the Googily Goop             | La Fille au Googily Goop                                             | En 1931, les Warner apparaissent dans une parodie des cartoons de Betty Boop. | 15 octobre 1995    | 31 mars 1996       |
| 80 | Gunga Dot                                  | Gunga Dot                                                            | Adaptation du poème épique Gunga Din de Rudyard Kipling. Traversant une contrée désertique entre Katmandou et Bombay, un groupe de voyageurs assoiffés malmène leur servante Gunga Dot.                                | 15 octobre 1995    | 31 mars 1996       |
| 81 | Soccer Coach Slappy                        | Rififi entraîneur                                                    | Rififi est entraîneur d'une équipe de football. Les matchs sont régulièrement interrompus par les pleurs de Noisette qui se prend le ballon en plein visage, ce dont Rififi tient finalement compte pour sa stratégie. | 16 octobre 1995    | 7 avril 1996       |
| 81 | Belly Button Blues                         | L'Œil du ventre                                                      | Katie Baboum s'énerve lorsque ses parents lui reprochent de porter une tenue légère avec le nombril visible. | 16 octobre 1995    | 7 avril 1996       |
| 81 | Our Final Space Cartoon, We Promise        | Notre dernier cartoon spatial, c'est promis                          | Dans cette parodie de 2001, l'Odyssée de l'espace, les Warner sont trois astronautes du vaisseau Discovery One aux prises avec l'ordinateur de bord AL-5000.                                                           | 16 octobre 1995    | 7 avril 1996       |
| 81 | Valuable Lesson                            | Une bonne leçon                                                      | Yakko, Wakko et Dot affrontent Attila le Roi des Huns, lorsque deux exécutifs de télévision viennent censurer leur cartoon jugé trop violent.                                                                          | 16 octobre 1995    | 7 avril 1996       |
| 82 | Wakko's 2-Note Song                        | Deux petites notes de musique                                        | Les Warner composent une mélodie entraînante à partir de deux notes d'accordéon. | 22 octobre 1995    | 14 avril 1996      |
| 82 | Panama Canal                               | Le Canal de Panama                                                   | Une chanson de Yakko sur le canal de Panama. | 22 octobre 1995    | 14 avril 1996      |
| 82 | Hello Nurse                                | Salut Nounou                                                         | Yakko et Wakko font un éloge musical de Nounou l'infirmière du studio. | 22 octobre 1995    | 14 avril 1996      |
| 82 | The Ballad of Magellan                     | La Ballade de Magellan                                               | Les Warner racontent en chanson le voyage de Fernand de Magellan vers les Moluques, de son départ en 1519 à Séville jusqu'à sa mort sous les lances d'indigènes de Mactan.                                             | 3 février 1996     | 21 avril 1996      |
| 82 | The Return of the Great Wakkorotti         | Le Retour du grand Wakkorotti                                        | Le grand Wakkorotti est de retour sur scène, mais a très mal à la gorge. Il décide donc de remplacer son récital d'éructations par un récital de flatulences.                                                          | 27 janvier 1996    | 14 avril 1996      |
| 82 | The Big Wrap Party Tonight                 | La Super-fête de ce soir                                             | Tous les personnages de la série sont venus faire la fête dans le château d'eau des Warner. Caméo de personnages des Tiny Toons et de Freakazoid!.                                                                     | 24 février 1996    | 14 avril 1996      |

### Quatrième saison (1996)
| #  | Titre original                        | Titre français                       | Synopsis | Première diffusion | Première diffusion |
| -- | ------------------------------------- | ------------------------------------ | --- | ------------------ | ------------------ |
| 83 | One Flew Over the Cuckoo Clock        | Vol au-dessus de l'horloge du coucou | Rififi devient fou et arrive dans une maison de retraite où se trouvent de nombreux toons                          | 7 septembre 1996   | 20 septembre 1997  |
| 84 | Cutie and the Beast                   | Choupie et la Bête                   | Yakko, Wakko et Dot apparaissent dans une parodie de La Belle et la Bête.                                          | 7 septembre 1996   | 20 septembre 1997  |
| 84 | Boo Happens                           | Poulbot arrive                       | Poulbot apparaît dans une parodie de Forrest Gump.                                                                 | 7 septembre 1996   | 20 septembre 1997  |
| 84 | Noel                                  | Noel                                 | Yakko, Wakko et Dot font une parodie de la chanson The First Noel.                                                 | 7 septembre 1996   | 20 septembre 1997  |
| 85 | Jokahontas                            | Pocadothas                           | Yakko, Wakko et Dot apparaissent dans une parodie de Pocahontas.                                                   | 14 septembre 1996  | 4 octobre 1997     |
| 85 | Boids on the Hood                     | Boids sur le capot                   | Les Affranchis se font écraser par la voiture de Plotz, ils décident de se venger sur la Chevauchée des Walkyries. | 14 septembre 1996  | 4 octobre 1997     |
| 85 | Mighty Wakko at the Bat               | Puissant Wakko à la batte            | Les Animaniacs apparaissent dans une parodie du poème Casey à la batte.                                            | 14 septembre 1996  | 4 octobre 1997     |
| 86 | A Very Very Very Very Special Show    | Un show très très très très spécial  | Dans le but remporter un prix humanitaire, Yakko, Wakko et Dot parodie un dessin animé éducatif.                   | 21 septembre 1996  | 11 octobre 1997    |
| 86 | Night of the Living Buttons           | La Nuit des morts-Toubeau            | Mindy poursuit une grenouille dans un cimetière plein de zombies.                                                  | 21 septembre 1996  | 11 octobre 1997    |
| 86 | Soda Jerk                             | Soda Jerk                            | Wakko boit une glace d'un trait et obtient un hoquet interminable.                                                 | 21 septembre 1996  | 11 octobre 1997    |
| 87 | From Burbank with Love                | Bons baisers de Burbank              | Yakko, Wakko et Dot participent à une mission top secret avec 0007.                                                | 28 septembre 1996  | 18 octobre 1997    |
| 87 | Anchors A-Warners                     | Les Ancres A-Warners                 | Le Dr Gratésnif part fait une croisière mais Yakko, Wakko et Dot sont aussi à bord.                                | 28 septembre 1996  | 18 octobre 1997    |
| 87 | When You're Travelling from Nantucket | Lorsque vous voyagez de Nantucket    | Yakko chante une chanson sur le temps.                                                                             | 28 septembre 1996  | 18 octobre 1997    |
| 88 | Papers for Papa                       | Des papiers pour Papa                | Yakko, Wakko et Dot livre des fournitures de bureau à Ernest Hemingway.                                            | 19 octobre 1996    | 25 octobre 1997    |
| 88 | Amazing Gladiators                    | D'étonnants gradiateurs              | Les Hip Hippos participent à un jeu télé (un parodie d'American Gladiators).                                       | 19 octobre 1996    | 25 octobre 1997    |
| 88 | Pinky and the Ralph                   | Minus et Ralph                       | Une apparition de Minus et Ralph le gardien.                                                                       | 19 octobre 1996    | 25 octobre 1997    |
| 89 | Ten Short Films About Wakko Warner    | Dix courts-métrages sur Wakko Warner | Un documentariste présente dix courts-métrages sur Wakko.                                                          | 2 novembre 1996    | 21 juillet 1998    |
| 89 | No Time for Love                      | Pas de temps pour l'amour            | Un coucou d'horloge tombe amoureux d'un canari et tente d'échapper à l'horloge.                                    | 2 novembre 1996    | 21 juillet 1998    |
| 89 | The Boo Network                       | Le Réseau Poulbot                    | Thaddeus Plotz engage Poulbot comme nouveau chef de la programmation du réseau WB.                                 | 2 novembre 1996    | 21 juillet 1998    |
| 90 | Pitter Patter of Little Feet          | Pitter Patter de Petits Pieds        | Une cigogne livre un bébé (Cortex) au Hip Hippos.                                                                  | 16 novembre 1996   | 28 juillet 1998    |
| 90 | Mindy in Wonderland                   | Mindy au pays des merveilles         | Mindy apparaît dans une parodie d'Alice au pays des merveilles.                                                    | 16 novembre 1996   | 28 juillet 1998    |
| 90 | Ralph's Wedding                       | Le Mariage de Ralph                  | Ralph le gardien se marie et tous les Animaniacs sont invités.                                                     | 16 novembre 1996   | 28 juillet 1998    |

### Cinquième saison (1997–1998)
| #  | Titre original                       | Titre français                             | Synopsis | Première diffusion | Première diffusion |
| -- | ------------------------------------ | ------------------------------------------ | --- | ------------------ | ------------------ |
| 91 | Back in Style                        | Cartoon compil                             | | 8 septembre 1997   | 3 septembre 2007   |
| 91 | Bones in the Body                    | Les Os du corps                            | | 8 septembre 1997   | 3 septembre 2007   |
| 92 | Dot The Macadamia Nut                | Macadamia                                  | | 13 septembre 1997  | 4 septembre 2007   |
| 92 | Bully for Skippy                     | Éh ce c'quipe                              | | 13 septembre 1997  | 4 septembre 2007   |
| 93 | Cute First (Ask Questions Later)     | La Guerre des choux                        | | 11 octobre 1997    | 5 septembre 2007   |
| 93 | Acquaintances                        | Faux mystère de travers                    | | 11 octobre 1997    | 5 septembre 2007   |
| 93 | Here Comes Attila                    | Et b' voilà, Athéna                        | | 11 octobre 1997    | 5 septembre 2007   |
| 93 | Boo Wonder                           | Patte botte                                | Poulbot se fait passer pour Robin. | 11 octobre 1997    | 5 septembre 2007   |
| 94 | Magic Time                           | Les parrains magiques                      | Les frères Warner assistent à un spectacle de magie à Las Vegas. | 3 janvier 1998     | 1er septembre 2008 |
| 94 | The Brain's Apprentice               | L'Apprenti de Cortex                       | La dernière apparition de Minus et Cortex. Ici, Cortex met au point une machine à produire des robots, qui vont tenter de conquérir le monde par milliers par la faute de Minus. Cet épisode ne comporte aucun dialogue, comme le tout dernier épisode du dessin animé indépendant, Star Warners (titre original). | 3 janvier 1998     | 1er septembre 2008 |
| 94 | Hooray for North Hollywood (Part I)  | En route pour Hollywood (Parte 1)          | | 21 février 1998    | 2 septembre 2008   |
| 95 | Hooray for North Hollywood (Part II) | En route pour Hollywood (Parte 2)          | | 21 février 1998    | 2 septembre 2008   |
| 96 | The Whirlpool                        | Covoiturages                               | | 25 avril 1998      | 3 septembre 2008   |
| 96 | The Sunshine Squirrels               | Très cureuil                               | | 25 avril 1998      | 4 septembre 2008   |
| 97 | The Christmas Tree                   | Incroyable Noël (à partir du 1er décembre) | | 9 mai 1998         | 27 novembre 2007   |
| 97 | Prom Night                           | Reine de la promo                          | | 9 mai 1998         | 23 mars 2008       |
| 99 | Birds of a Feather                   | La conspiration des oiseaux                | | 14 novembre 1998   | 19 octobre 2008    |
| 99 | The Scoring Session                  | La séance d'enregistrement                 | | 14 novembre 1998   | 26 avril 2009      |
| 99 | The Animaniacs Suite                 | Le Concert des Animaniacs                  | | 14 novembre 1998   | 30 août 2009       |